# Jiří Magál
Jiří Magál (* 11. April 1977 in Chrudim) ist ein ehemaliger tschechischer Skilangläufer. Er lebt in Krnov und startete für TJ Dukla Liberec.

## Werdegang
Sein internationales Debüt gab Magál Ende Dezember 1995 in unterklassigen Rennen. 1996 in Asiago und 1997 in Canmore nahm er an Junioren-Weltmeisterschaften teil, jeweils mit dem vierten Platz über 30 Kilometer als bestes Ergebnis. Im Dezember 1997 durfte er im Val di Fiemme erstmals im Skilanglauf-Weltcup starten und wurde 101. über 15 Kilometer. Bei seinem zweiten Einsatz im Januar des folgenden Jahres gewann er als 25. im Rennen über 30 Kilometer erstmals Weltcuppunkte. Damit und mit mehreren guten Ergebnissen davor und danach in FIS-Rennen qualifizierte er sich für die Olympischen Spiele 1998 in Nagano. Hier startete Magál über 30 (22.) und 50 Kilometer (47.).
Auch danach startete Magál zunächst weiterhin erst einmal in unterklassigen Rennen und nur sporadisch im Weltcup. 1999 trat er in der Ramsau erstmals bei einer Nordischen Skiweltmeisterschaft teil, erreichte aber keine nennenswerte Erfolge. Seitdem nahm er an allen ausgetragenen Weltmeisterschaften teil. 2002 trat er in Salt Lake City zum zweiten Mal an Olympischen Spielen teil. Bestes Ergebnis war der siebte Rang mit der Staffel. Seit dieser olympischen Saison tritt Magál meist in Weltcuprennen an. Im Februar 2004 kam er in La Clusaz als Sechster über 15 Kilometer erstmals unter die besten Zehn. Beste Platzierung wurde ein fünfter Rang im November 2005 in einem 15-Kilometer-Rennen in Kuusamo.
2006 und 2007 gewann er die Bergrennen im Rahmen einer jährlichen sportlichen Staffelveranstaltung in Lienz und darf sich nun zweifacher Dolomitenmann nennen. Bei der Tour de Ski 2006/07 erreichte er mit Rang 13 in der Tour-Gesamtwertung sein bis dahin bestes Gesamtresultat. Bestes Einzelergebnis war dabei ein neunter Platz in der 30-km-Etappe in Cavalese. Beim Anschließenden Weltcup über 15 km von Davos wurde er Achter und bekam auch einen Startplatz für die folgende Staffel. Mit dieser verpasste er als Vierter nur knapp einen Podiumsplatz. Bei der Nordischen Skiweltmeisterschaft 2007 in Sapporo blieb er 15. über 30 km und 29. über 15 km sowie als Achter mit der Staffel ohne eine Medaille. Beim Weltcup in Falun feierte er mit Rang neun einen weiteren Top-10-Platz. In der Folge musste Magál jedoch in den Einzelweltcups deutlich mit seiner Leistung kämpfen.
Die Tour de Ski 2007/08 brach er vorzeitig ab und wurde damit auch nicht in der Gesamtwertung gewertet. Bei den Tschechischen Meisterschaften 2008 in Horní Mísečky feierte Magál den Sieg über die 15-km-Einzeldistanz im klassischen Stil. In der Saison 2008/09 blieb er anfangs ausschließlich außerhalb der Punkteränge. Deshalb startete er nach Rang 36 in der Tour de Ski 2008/09 im Januar auch für zwei Rennen im Slavic-Cup. Dabei gewann Magál beide Rennen in Liberec. Zurück im Weltcup lief er in Otepää als 29. wieder in die Punkteränge.
Bei der Nordischen Skiweltmeisterschaft 2009 in Liberec zeigte Magál mit zwei Top-20-Platzierungen über die 30-km-Verfolgung und den 50-km-Massenstart eine leicht aufsteigende Form. Jedoch konnte er diese nicht beständig halten und erreichte beim Saisonfinale nur Rang 26. In die folgende Saison 2009/10 startete er ebenso schwach wie im Vorjahr, bekam aber trotz fehlender Top-Ergebnisse die Qualifikation für die Olympischen Winterspiele 2010 in Vancouver. Dort gewann er gemeinsam mit Lukáš Bauer, Martin Jakš und Martin Koukal die Bronzemedaille mit der Staffel. In den Einzeldisziplinen erreichte er als 29. im 50-km-Massenstart und 38. in der Doppelverfolgung nur Plätze im Mittelfeld.
Auch ein Jahr später bei der Nordischen Skiweltmeisterschaft 2011 blieb Magál erneut ohne Einzelmedaille. Auch mit der Staffel lief er als Achter weit am Podium vorbei. Nach der Weltmeisterschaft wechselte der Tscheche für einige Rennen in den Alpencup, wobei ihm auch dort keine Top-Ergebnisse gelangen. Die Saisoneröffnung 2011/12 in Kuusamo beendete er als 37. der Gesamtwertung. Die folgende Tour de Ski 2011/12 brach Magál wieder vorzeitig ab, nachdem er beim Sprint in Toblach nicht an den Start ging.
Im Januar 2013 stand Magál mit der tschechischen Staffel in La Clusaz als Dritter nach langer Zeit wieder einmal auf dem Podest. Jedoch konnte er weder mit der Staffel noch als Einzelläufer seine gute Form mit zur Nordischen Skiweltmeisterschaft 2013 im Val di Fiemme mitnehmen. Nachdem er in den Einzeldisziplinen die Top 20 nur einmal als 20. über 50 km erreichte, verpasste er mit der Staffel sogar die Top 10 und wurde nur Elfter.
Im Winter 2013/14 gelang Magál trotz fehlender Punkteplatzierungen noch einmal der Sprung in den Kader für seine fünften Olympischen Winterspiele 2014 in Sotschi. Nach Rang 43 im Skiathlon erreichte er Rang 53 über die abschließenden 50 km. Mit dem Militär-Rennen des CISM am 26. März 2014 im finnischen Sodankylä bestritt er vier Wochen nach den Spielen und im folgenden Jahr in Boden seine letzten internationalen Rennen.

## Erfolge

### Weltcup-Statistik
Die Tabelle zeigt die erreichten Platzierungen im Einzelnen.
- 1.–3. Platz: Anzahl der Podiumsplatzierungen
- Top 10: Anzahl der Platzierungen unter den ersten zehn
- Punkteränge: Anzahl der Platzierungen innerhalb der Punkteränge
- Starts: Anzahl gelaufener Rennen in der jeweiligen Disziplin
- Hinweis: Bei den Distanzrennen erfolgt die Einordnung gemäß FIS.

| Platzierung         | Distanzrennen a | Distanzrennen a | Distanzrennen a | Distanzrennen a | Distanzrennen a | Skiathlon Verfolgung | Sprint | Etappen- rennen b | Gesamt | Team c | Team c  |
| Platzierung         | ≤ 5 km          | ≤ 10 km         | ≤ 15 km         | ≤ 30 km         | > 30 km         | Skiathlon Verfolgung | Sprint | Etappen- rennen b | Gesamt | Sprint | Staffel |
| ------------------- | --------------- | --------------- | --------------- | --------------- | --------------- | -------------------- | ------ | ----------------- | ------ | ------ | ------- |
| 1. Platz            |                 |                 |                 |                 |                 |                      |        |                   |        |        |         |
| 2. Platz            |                 |                 |                 |                 |                 |                      |        |                   |        |        |         |
| 3. Platz            |                 |                 |                 |                 |                 |                      |        |                   |        |        | 3       |
| Top 10              |                 |                 | 3               | 1               |                 | 3                    |        |                   | 7      | 1      | 18      |
| Punkteränge         |                 | 2               | 23              | 12              | 6               | 19                   |        | 2                 | 64     | 3      | 27      |
| Starts              | 9               | 15              | 67              | 21              | 10              | 35                   | 19     | 10                | 186    | 3      | 27      |
| Stand: Karriereende |                 |                 |                 |                 |                 |                      |        |                   |        |        |         |